# L'Idiot (1946)
L'Idiot is een Franse film van Georges Lampin die werd uitgebracht in 1946. 
Het scenario is gebaseerd op de gelijknamige roman (1869) van Fjodor Dostojevski.
Deze film is de op een na (de Russische korte film L'Idiot van Piotr Tchardynine uit 1910) oudste filmadaptatie van Dostojevski's roman. Zowel Lampin, die hier debuteerde als regisseur, als producent Sacha Gordine waren van Russische afkomst en waren vertrouwd met de roman.

## Samenvatting
De jonge Russische prins Mýsjkin heeft lang verbleven in een Zwitserse psychiatrische instelling waar hij werd behandeld voor epilepsie en voor een geestesziekte. Na vijf jaar keert hij terug naar Sint-Petersburg, de stad vanwaar hij afkomstig is. Hij wordt er opgevangen door een ver familielid die hem ook onderdak verschaft.
Mýsjkin is een eerlijke, gevoelige man die heel jong van geest is gebleven. Hij is erg naïef en hij is ervan overtuigd dat liefde en goedheid, fatsoen en vriendelijkheid de wereld regeren, net zoals in zijn dromen. Hij wil dan ook overal die waarden verspreiden. Hij botst echter algauw met de schijnheiligheid van de kringen waarin hij verkeert.
Zijn leven wordt gecompliceerd door twee vrouwen die zich tot hem aangetrokken voelen en hij heeft ook gevoelens voor hen. Het zijn zowat de enige mensen die hem niet idioot vinden maar zuiver. Beide vrouwen zijn echter voorbestemd voor iemand anders. 

## Rolverdeling
| Acteur             | Personage                                                  |
| ------------------ | ---------------------------------------------------------- |
| Gérard Philipe     | prins Ljev Mýsjkin                                         |
| Edwige Feuillère   | Nastásja Filíppovna Barjasjkova                            |
| Lucien Coëdel      | Parfyon Rogozjin                                           |
| Nathalie Nathier   | Aglaja Ivanovna Jepantsjina                                |
| Jean Debucourt     | Afanassi Ivanovitch Totski                                 |
| Marguerite Moreno  | Elisabeth Prokovievna Jepantsjina, de moeder van Aglaia    |
| Maurice Chambreuil | generaal Ivan Fyodorovitch Jepantsjin, de vader van Aglaia |
| Michel André       | Ganya Ivolguine                                            |
| Sylvie             | mevrouw Ivolguine, de moeder van Ganya                     |